# Sergej Viktorovič Michejev
Sergej Viktorovič Michejev (rusky Сергей Викторович Михеев, * 22. prosince 1938 Chabarovsk) je ruský letecký inženýr, hlavní konstruktér ruské, dříve sovětské konstrukční kanceláře Kamov (rusky Особое Конструкторское Бюро Камов, zkráceně ОКБ Камов, tovární prefix Ka) proslulé zejména produkcí vrtulníků s koaxiálním rotorem, akademik Ruské akademie věd.

## Životopis
Sergej Viktorovič Michejev se narodil 22. prosince 1938 v Chabarovsku, ruském městě na Dálném východě u hranic s Čínou.
V roce 1956 nastoupil na Moskevský letecký institut (fakulta letecké techniky). V roce 1962 promoval a nastoupil do Uchtomského vrtulníkového závodu (Kamov). Zde se postupně vypracoval z inženýra-konstruktéra třetí kategorie přes další kategorie do pozice vedoucího sekce, poté hlavního návrháře až do funkce vedoucího divize. V roce 1974 po smrti šéfkonstruktéra a vedoucího celé konstrukční kanceláře Nikolaje Iljiče Kamova, (jenž zemřel koncem roku 1973) byl vybrán vedením obranné složky Ústředního komitétu komunistické strany SSSR ze tří kandidátů na jeho místo. Ve svých 35 letech se tak stal vedoucím mužem jedné z prestižních sovětských leteckých konstrukčních kanceláří. Pod jeho vedením vznikly např. helikoptéry Ka-27 (na níž pracoval ještě N. I. Kamov), Ka-29, Ka-31, bitevní Ka-50 a její dvoumístná verze Ka-52, víceúčelový Ka-60, Ka-32 a další typy.
22. srpna roku 1997 mu bylo uděleno ocenění Hrdina Ruské federace.